# Universidade Reformada de Potchefstroom
A Universidade Reformada de Potchefstroom (apelidado de "Pukke") era anteriormente conhecida como a "Universidade Potchefstroom" para o ensino superior cristão. É uma médias Universidade do África do Sul. Aula deve-se principalmente em africâner, na Universidade e em Inglês sobre o Mafikeng em outros campi, e no Triângulo Vaal (situada em Vanderbijlpark).

## História
A Universidade Potchefstroom desenvolvida a partir da Escola Teológica das Igrejas Reformadas na África do Sul, que foi fundada em 29 de novembro de 1869 em Burgersdorp. Na reunião de fundação, foi decidido que a educação também seria oferecido aos futuros professores e para as pessoas sem profissão específica em mente.
Inicialmente, havia apenas cinco alunos e dois professores.
Em 1877 um "Departamento de Literatura" foi estabelecida, com um professor, com o objectivo específico de educar os estudantes para graus académicos ou como professores.
Em 1905, a Escola Teológica, incluindo o Departamento de Literatura, foi transferido para Burgersdorp Potchefstroom.
A fim de beneficiar de subsídios do governo, o Departamento de Literatura foi separada da Escola de Teologia em 1919 e os Potchefstroom University College for Christian Higher Education (Het Potchefstroom voor Universiteitskollege Christelike Hooger Onderwijs em africâner, e geralmente abreviada como PUK) passou a existir. Foi decidido que o PUK seria um instituto de ensino superior separada e independente da GKSA, embora o PUK iria continuar a treinar ministros GKSA.
Em 1921, o Potchefstroom University College (sem o "Cristão sufixo de ensino superior
"), foi incorporada à Universidade da África do Sul; o PUK só tem o "for Christian Higher Education" parte de seu nome em 1933.
O Potchefstroom University College for Christian Higher Education foi oficialmente reconhecida como uma universidade independente e foi rebatizado na Universidade Potchefstroom for Christian Higher Education, em 1951.
Em 1993, o estatuto de direito privado foi estabelecido. Em 1998, os estatutos da PUK foram alterados, a fim de capacitá-la para melhor cumprir seu papel como parte da coordenação do sistema de ensino superior na África do Sul de acordo com seu mandato original, como uma instituição de ensino superior cristã.
O Vaal Triangle Campus da Universidade foi criada em Vanderbijlpark em 1966 a fim de fornecer essa área com ensino superior.
No mesmo ano, os cursos foram oferecidos em primeiro. Os estudantes foram oferecidos cursos interativos, a aplicação sistemática de multimídia. Para facilitar o processo de aprendizagem, mais de 25 centros de estudo foram estabelecidas em todo o país.
Em 1 de Janeiro de 2000, o Onderwyskollege Potchefstroom foi incorporada com campus da Universidade de Potchefstroom Potchefstroom.
Em 2004, a Universidade Potchefstroom se tornou um dos três campi do Norte recém-West University (os outros são em Mafikeng e Vaal (situada em Vanderbijlpark). O campus quarto, Mankwe, foi fechado no final de 2004.